# Billiganakuppe, Kanakapura
Billiganakuppe là một làng thuộc tehsil Kanakapura, huyện Ramanagara, bang Karnataka, Ấn Độ.